# Shaquil Delos
Shaquil Delos, né le 16 juin 1999 aux Lilas, est un footballeur français, qui joue au poste d'arrière droit au Grenoble Foot 38 en Ligue 2.

## Biographie
Shaquil Delos naît aux Lilas (Seine-Saint-Denis), mais est originaire de Chantilly. Il signe sa première licence à l'âge de cinq ans au FC Chambly Oise avant de jouer à l'US Chantilly de la catégorie des moins de 12 ans à celle des moins de 16 ans et à l'US Saint-Maximin en moins de 17 ans. Il joue une saison avec l'équipe des moins de 19 ans du LOSC Lille avant de faire son retour au FC Chambly.
Delos dispute son premier match avec l'équipe première du FC Chambly le 17 mai 2019 lors la dernière journée de National contre Le Mans FC, avant de signer son premier contrat professionnel d'une durée de deux saisons à l'issue de la saison marquée par la promotion du club en Ligue 2. En début de saison 2019-2020, mis à part un match de Coupe de la Ligue face au Gazélec Ajaccio, il évolue avec l'équipe réserve en National 3, avant de jouer son premier match de Ligue 2 le 3 décembre 2019 contre le RC Lens. La journée suivante, le 13 décembre, Delos est titularisé pour la première fois en Ligue 2, et inscrit son premier but en professionnel lors de la victoire 3-2 face aux Chamois niortais. Il joue au total huit rencontres dont six en tant que titulaire pour sa première saison en équipe première. Lors de la saison 2020-2021, il occupe une place de titulaire ou entre en jeu lors de la grande majorité des rencontres, mais ne peut empêcher la descente du club en National.
Le 14 juin 2021, Delos rejoint l'AS Nancy-Lorraine pour trois saisons, convaincu par la perspective d'obtenir du temps de jeu malgré l’intérêt du RC Lens.
Le 25 août 2022, après la relégation de Nancy en National pour la première fois de l'histoire du club, Delos quitte le club sous la forme d'un prêt payant avec option d'achat au GD Estoril-Praia.
Il fait son retour à l'AS Nancy-Lorraine à l'été 2023, et réalise une saison pleine avec 32 matchs et 3 buts en National.
Le 30 août 2024, il s'engage en faveur du Grenoble Foot 38 pour trois saisons, afin de pallier le départ de Mathys Tourraine au Paris FC.
Shaquil Delos, ambidextre, est capable de jouer au poste d'arrière latéral que ce soit sur le flanc gauche ou droit de la défense.